# Asilus tasmaniae
Asilus tasmaniae là một loài ruồi trong họ Asilidae. Asilus tasmaniae được Macquart miêu tả năm 1838. Loài này phân bố ở miền Australasia.